# 千勝院
善日山 千勝院（ぜんにちさん せんしょういん）とは山形県米沢市にある真言宗醍醐派の寺院で、本尊は刀八毘沙門天。

## 歴史
天文年間に現在の新潟県高田に中興したと伝えられ、当初は千手院と称していたが、長尾景虎（上杉謙信）の帰依によって刀八毘沙門の旗を加持する御旗本本尊とされた。後に戦の度に勝利を納めた事から「千度戦えば千度勝」の信念により勝の字を拝受して千勝院と号した。
謙信の後継者となった上杉景勝の移動に伴い、千勝院も会津そして米沢へと移り、現在に至る。
千勝院は幾度かの火災にあっており、詳しい創建年代などは不明であるが、上杉家の「勤書」（米沢市上杉博物館蔵）に千勝院の由緒・歴代住職等が記載されてある。

## 本尊
- 刀八毘沙門天　小さな像が多いが千勝院の像は大きいとされる。

## 祭礼
10月18日

## 所在地
山形県米沢市城西1-6-10

## その他
毎年4月29日の上杉謙信命日から始まる米沢市最大の祭事である上杉まつり中盤5月2日に行われる武禘式前には、上杉謙信及び重臣に扮した数名が千勝院にて祈祷を受ける習わしがある。

## 参考資料
- 『米沢市寺院調査』
- 『米沢の神社・堂宮10-西部地区-』（米沢市教育委員会）